# Francie Calfo
Francine "Francie" Calfo, jucată de Merrin Dungey, era prietena apropiată a lui Sydney Bristow, în serialul Alias. 

## Biografie
Francie Calfo era cea mai bună prietenă a lui Sydney, cele două au locuit o perioadă în aceeași casă. La începutul serialului, Sydney era preocupată să țină secret faptul că era spion de cei mai apropiați prieteni, printre care și Francie. Francie era ocazional și confidenta lui Sydney. Francie  se hotărăște să deschidă un restaurant, iar apoi se îndrăgostește de peritenul ei, Will Tippin.

## Allison Georgia Doren
La mijlocul sezonului al doilea, din ordinele lui Arvin Sloane și ale lui Julian Sark, Francie a fost omorâtă și înlocuită cu a dublură, Allison Doren, pentru a folosi relația lui Francie cu Sydney și Will pentru a strânge informații. Allison, care era iubita lui Sark, a pus microfoane în casa lui Sydney, l-a hipnotizat pe Will și a pus aparate de ascultat pe Michael Vaughn. La ordinele lui Sloane, Alliason  omorât-o pe soția lui Marcus Dixon pentru a se răzbuna pentru uciderea moartea lui Emily Sloane de către Dixon.
La sfârșitul sezonului al doilea, Will și Sydney încep să o suspecteze că Allison este o dublură. Allison se pare că îl omoară pe Will (este mai târziu dezvăluit că a supraviețuit atacului), iar apoi se luptă cu Sydney, care o împușcă de trei ori, aparent omorânad-o. Ea mai apare mai târziu în sezonul 3, doar pentru a fi ucisă cu adevărat de Will.